# Klasse van elzenbroekbossen
De klasse van elzenbroekbossen (Alnetea glutinosae) is een klasse van syntaxa die broekbosvegetatie omvat die voorkomt op zeer natte standplaatsen in beekdalen en laagveengebieden, en gedomineerd wordt door zwarte els en zeggen.

## Naamgeving en codering
| Alnetea glutinosae Br.-Bl. & Tx. 1943 nom. nud.           |
| Carici-Alnetea glutinosae Pass. & Hoffm. 1968 nom. illeg. |

- Syntaxoncode voor Nederland (rVvN): r42
- BWK-karteringscode: vm
- Natura2000-habitattypecode (EU-code): H91E0_C

De wetenschappelijke naam Alnetea glutinosae is afgeleid van de botanische naam van zwarte els (Alnus glutinosa), de belangrijkste diagnostische boomsoort van deze klasse.

## Fysiognomie
Deze klasse wordt in de Lage Landen gekenmerkt door een matig open tot dichte bosvegetatie met een soortenarme boomlaag die 10–20 m hoog wordt. Vooral de zwarte els is in deze klasse een veel voorkomende soort, soms zelfs de enige boom die zich in dergelijk milieu kan handhaven. De struiklaag is meestal slechts pleksgewijs ontwikkeld op plaatsen waar de bodem iets droger blijft.
De kruidlaag is meestal goed ontwikkeld maar weinig specifiek, ze omvat soorten die ook in de klasse van natte strooiselruigten en de riet-klasse worden aangetroffen. Grassen en grasachtige planten, vooral de zeggen, zijn dominant.
In de moslaag spelen veenmossoorten een belangrijke rol, maar gewoon sterrenmos is de meest voorkomende mossoort.

## Ecologie

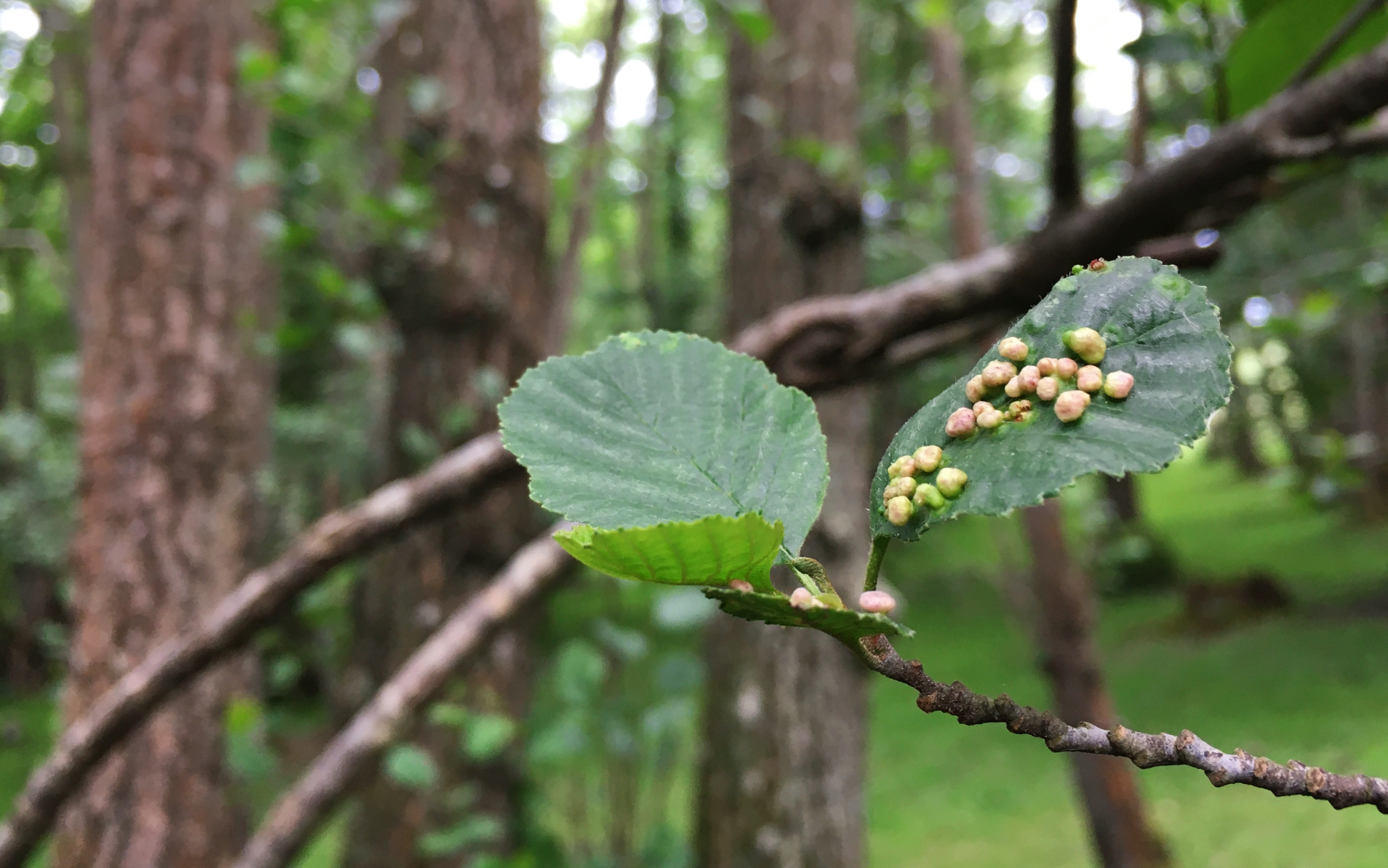
De elzenwratmijt in een elzenbroekbos.

De klasse van elzenbroekbossen omvat plantengemeenschappen van zeer natte standplaatsen op veenbodems, die in de winter blank staan en in de zomer enkel oppervlakkig uitdrogen. De bodem vertoont veel microreliëf met hogere plaatsen rond de elzenstobben, afgewisseld met laagtes waarin heel het jaar door water blijft staan.
Elzenbroekbossen komen van nature voor in beekdalen en vormen daar het eindstadium van de natuurlijke successie. Op drijftillen in laagveengebieden evolueren ze door het verzuren van de bodem meestal verder naar berkenbroekbossen. Ze kunnen ook ontstaan door gebrek aan beheer in natte hooilanden en rietlanden, in oude visvijvers en andere ondiepe open waters die door gebrek aan beheer verlanden.

### Fauna
(Goed ontwikkelde) bossen van de klasse van elzenbroekbossen zijn van belang voor verscheidene specifieke diersoorten. Voor veel insecten die hun larvenstadium in het water doorbrengen zijn broekbossen belangrijke voortplantingsplekken. Zo bieden elzenbroekbossen belangrijke habitats voor veel muggen, haften, schietmotten en steenvliegen. De zeldzame moerassteenvlieg is sterk gebonden aan elzenbroekbos.
Omdat elzenbroekbossen vaak rustig zijn doordat het zij slecht toegankelijk zijn voor mensen. Mede hierdoor zijn het geliefde foerageerbiotopen voor overwinterende vogelsoorten zoals barmsijs en sijs en broedbiotopen voor soorten als nachtegaal, zwartkop en bosrietzanger. Van nature vormden de elzenbroekbossen belangrijke foerageer- en modderbadplekken voor het wild zwijn.

### Mycoflora
De klasse van elzenbroekbossen herbergt een zeer karakteristieke mycoflora. Voorbeelden hiervan zijn elzenweerschijnzwam, roodporiehoutzwam, pijpknotszwam, elzenkrulzoom, elzenzaadvlieskelkje, elzekatjesmummiekelkje, elzenpropmollisia en elzenpropmummiekelkje.

## Onderliggende syntaxa in Nederland en Vlaanderen
De klasse van elzenbroekbossen wordt in Nederland en Vlaanderen vertegenwoordigd door slechts één orde en maar één onderliggend verbond. Binnen de klasse worden ook nog vijf rompgemeenschappen onderscheiden.
- orde van elzenbroekbossen (Alnetalia glutinosae)
  - verbond van elzenbroekbossen (Alnion glutinosae)
    - moerasvaren-elzenbroek (Thelypterido-Alnetum)
    - elzenzegge-elzenbroek (Carici elongatae-Alnetum)

- rompgemeenschap met hennegras (RG Calamagrostis canescens-[Alnion glutinosae])
- rompgemeenschap met hazelaarbraam (RG Rubus sect. Corylifolii-[Alnion glutinosae])
- rompgemeenschap met moeraszegge (RG Carex acutiformis-[Alnion glutinosae])
- rompgemeenschap met grote brandnetel (RG Urtica dioica-[Alnion glutinosae])
- rompgemeenschap met brede stekelvaren (RG Dryopteris dilatata-[Alnion glutinosae])

## Vegetatiezonering
In de vegetatiezonering vormen de gemeenschappen uit de klasse van elzenbroekbossen vaak contactgemeenschappen van broekstruweel uit de klasse van wilgenbroekstruwelen. Vaak vormt de associatie van grauwe wilg een natuurlijke mantel van elzenbroekbossen.

### Microgemeenschappen
Er zijn verscheidene microgemeenschappen die een belangrijke plek in vegetatie van de klasse van elzenbroekbossen innemen. Op de gladde, neutrale schors van relatief jonge elzen is vaak de associatie van melige schotelkorst te vinden. Op dood hout en op stobben en pollen die boven de waterspiegel blijven zijn in goed ontwikkelde elzenbroekbossen microgemeenschappen van de klasse van vertakt bekermos en neptunusmos te vinden, zoals de viertandmos-associatie.

## Syndynamiek
De gemeenschappen van de klasse van elzenbroekbossen ontstaan meestal via successie uit moerasachtige gemeenschappen uit de riet-klasse, de klasse van natte strooiselruigten, de klasse van kleine zeggen, de pijpenstrootje-orde of de klasse van wilgenbroekstruwelen. De laatstgenoemde klasse vormt in veel gevallen een tussenstadium in de successie vanuit de daarvoor genoemde klassen.

## Diagnostische taxa voor Nederland en Vlaanderen

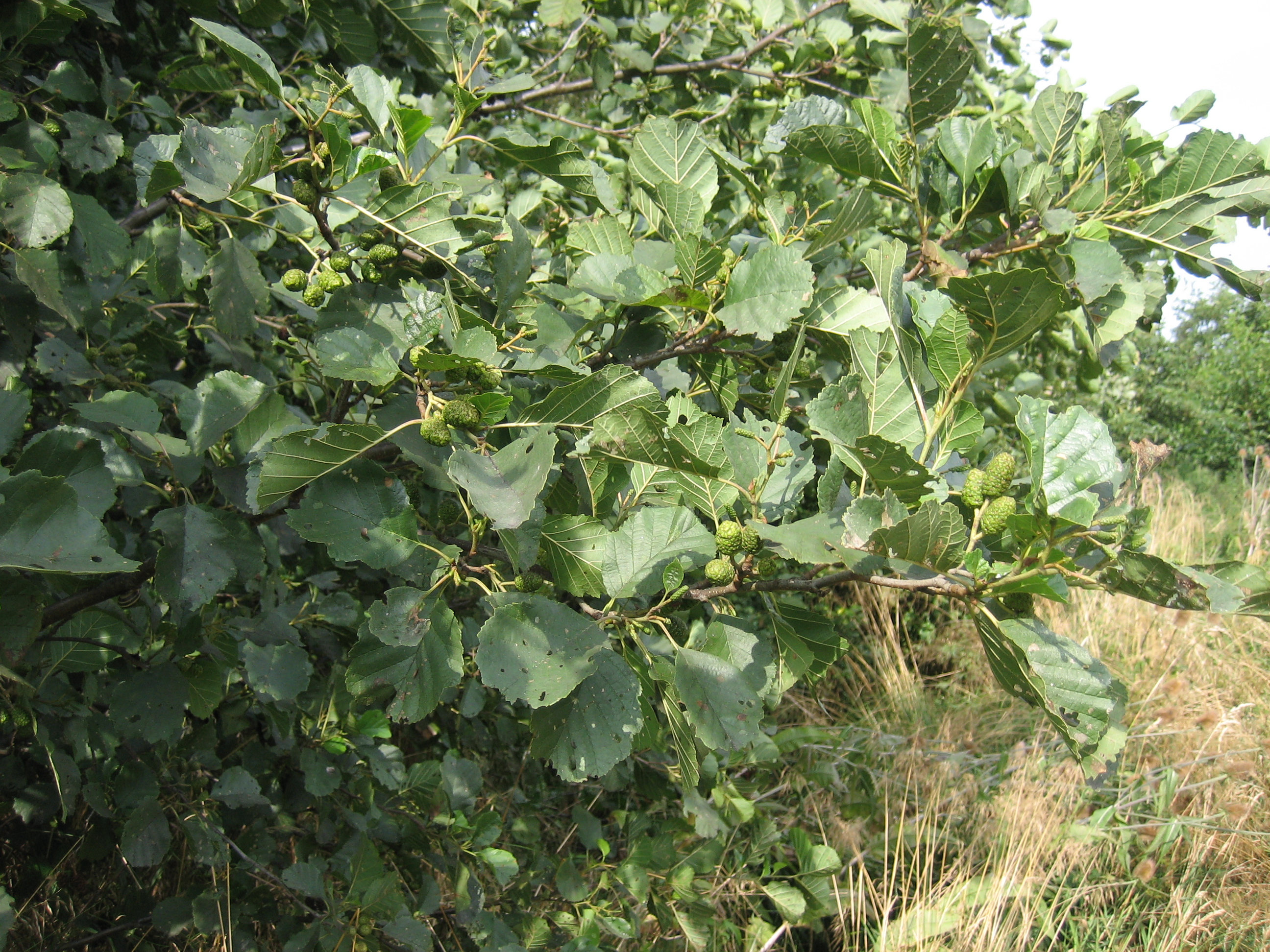
Zwarte els

De klasse van elzenbroekbossen heeft voor Nederland en Vlaanderen als belangrijkste ken- en begeleidende taxa:
Boomlaag
| Kentaxon | Presentie | Triviale naam | Botanische naam |
| -------- | --------- | ------------- | --------------- |
| kK       | 100%      | zwarte els    | Alnus glutinosa |

Struiklaag
| Kentaxon | Presentie | Triviale naam    | Botanische naam  |
| -------- | --------- | ---------------- | ---------------- |
| bg       |           | grauwe wilg      | Salix cinerea    |
| bg       |           | wilde lijsterbes | Sorbus aucuparia |

Kruidlaag
| Kentaxon | Presentie | Triviale naam | Botanische naam         |
| -------- | --------- | ------------- | ----------------------- |
| kK       | 50% > 80% | hennegras     | Calamagrostis canescens |

Moslaag
| Kentaxon | Presentie | Triviale naam     | Botanische naam     |
| -------- | --------- | ----------------- | ------------------- |
| bg       |           | gewoon sterrenmos | Mnium hornum        |
| bg       |           | haakveenmos       | Sphagnum squarrosum |

## Fotogalerij

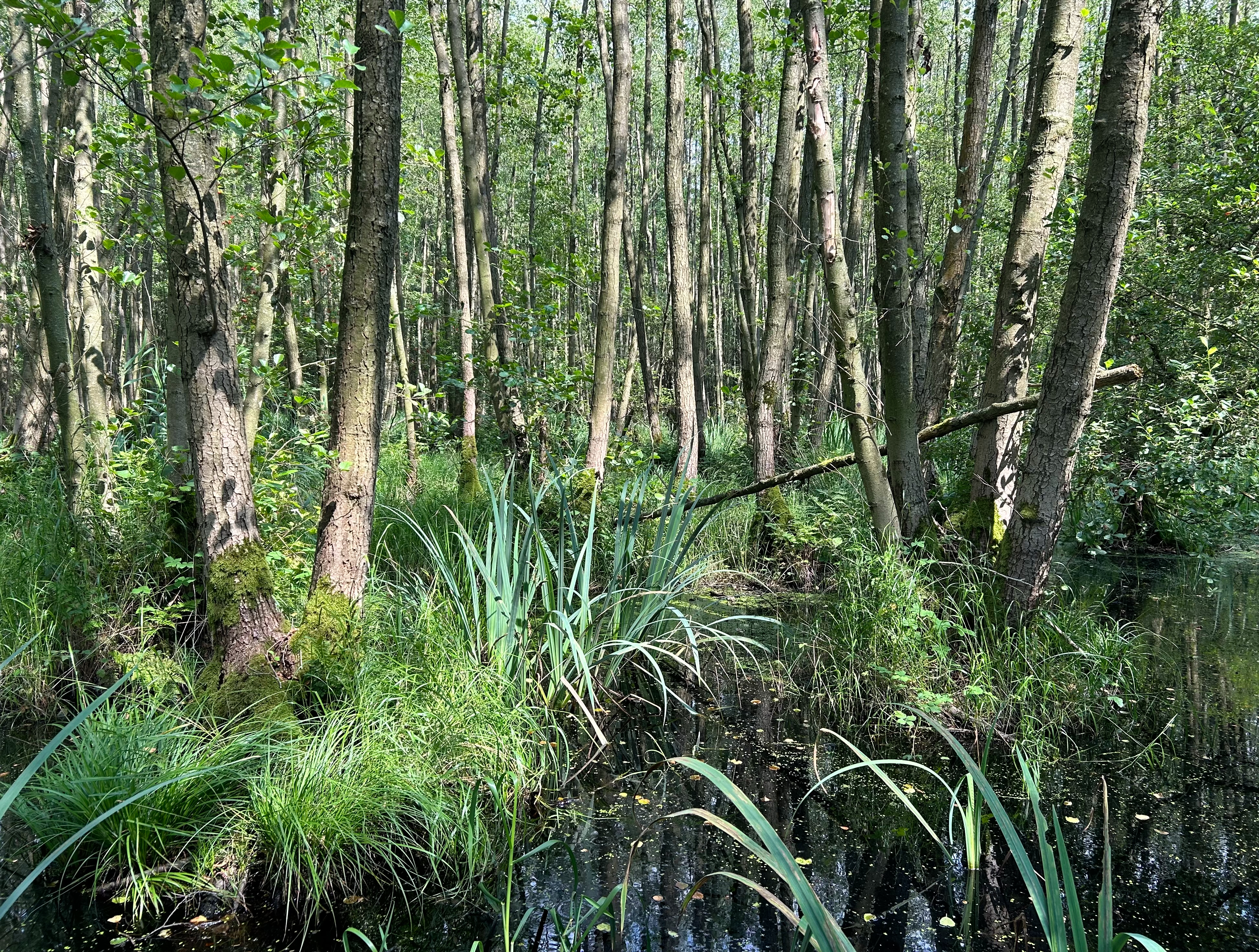
Een zomeraspect van het elzenzegge-elzenbroek
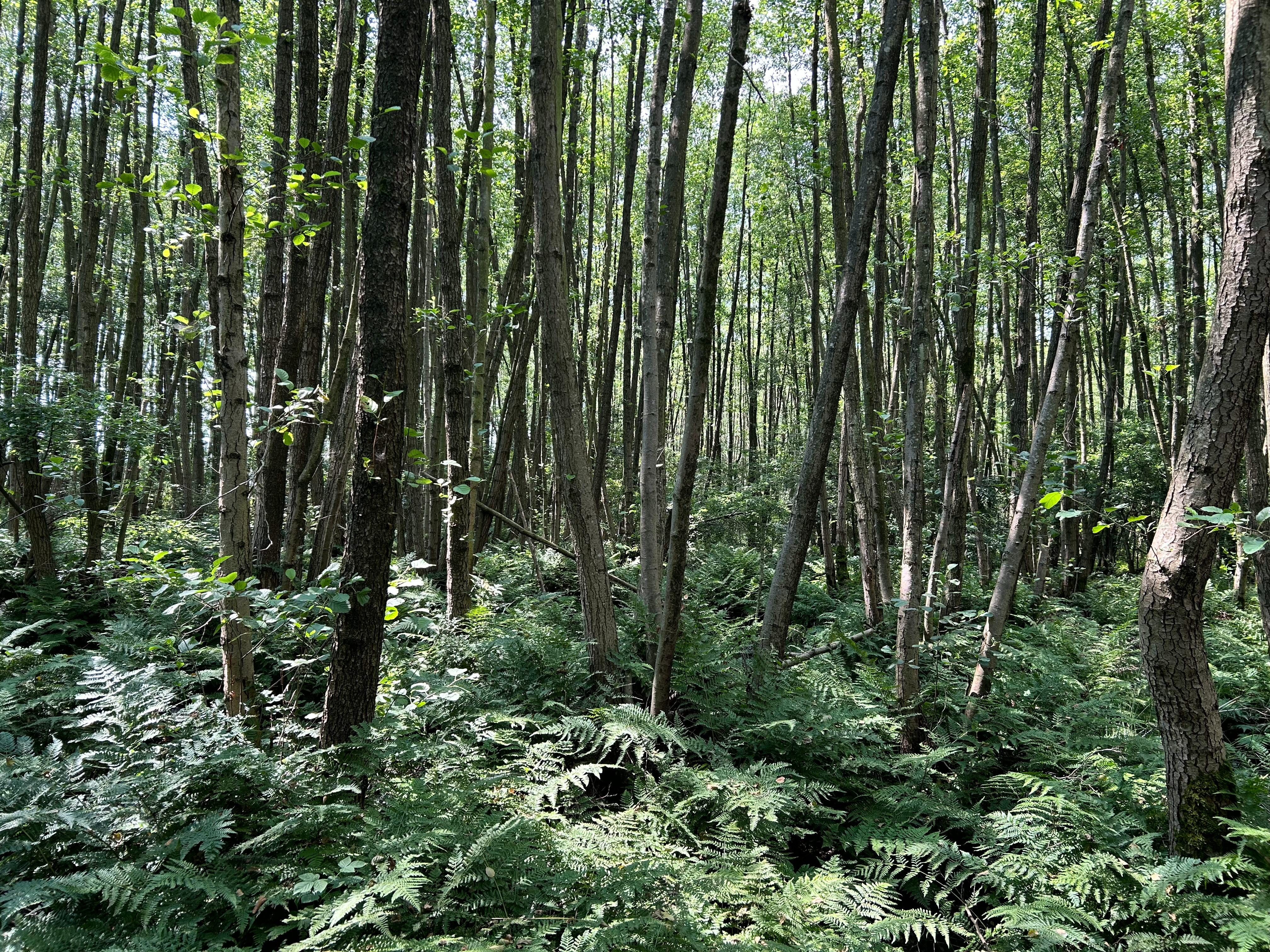
Rompgemeenschap met brede stekelvaren
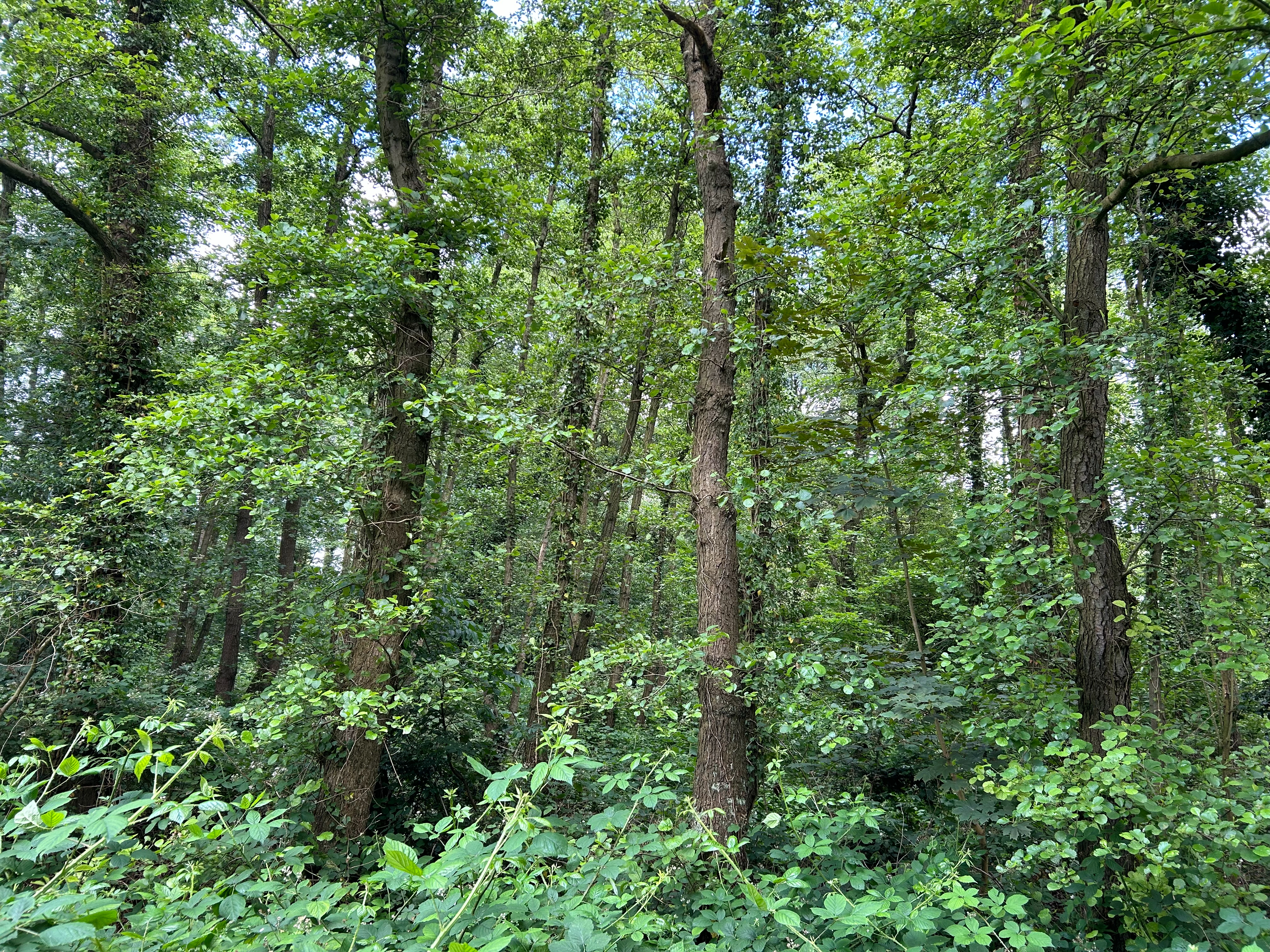
Rompgemeenschap met hazelaarbraam